# 石川県立中央病院

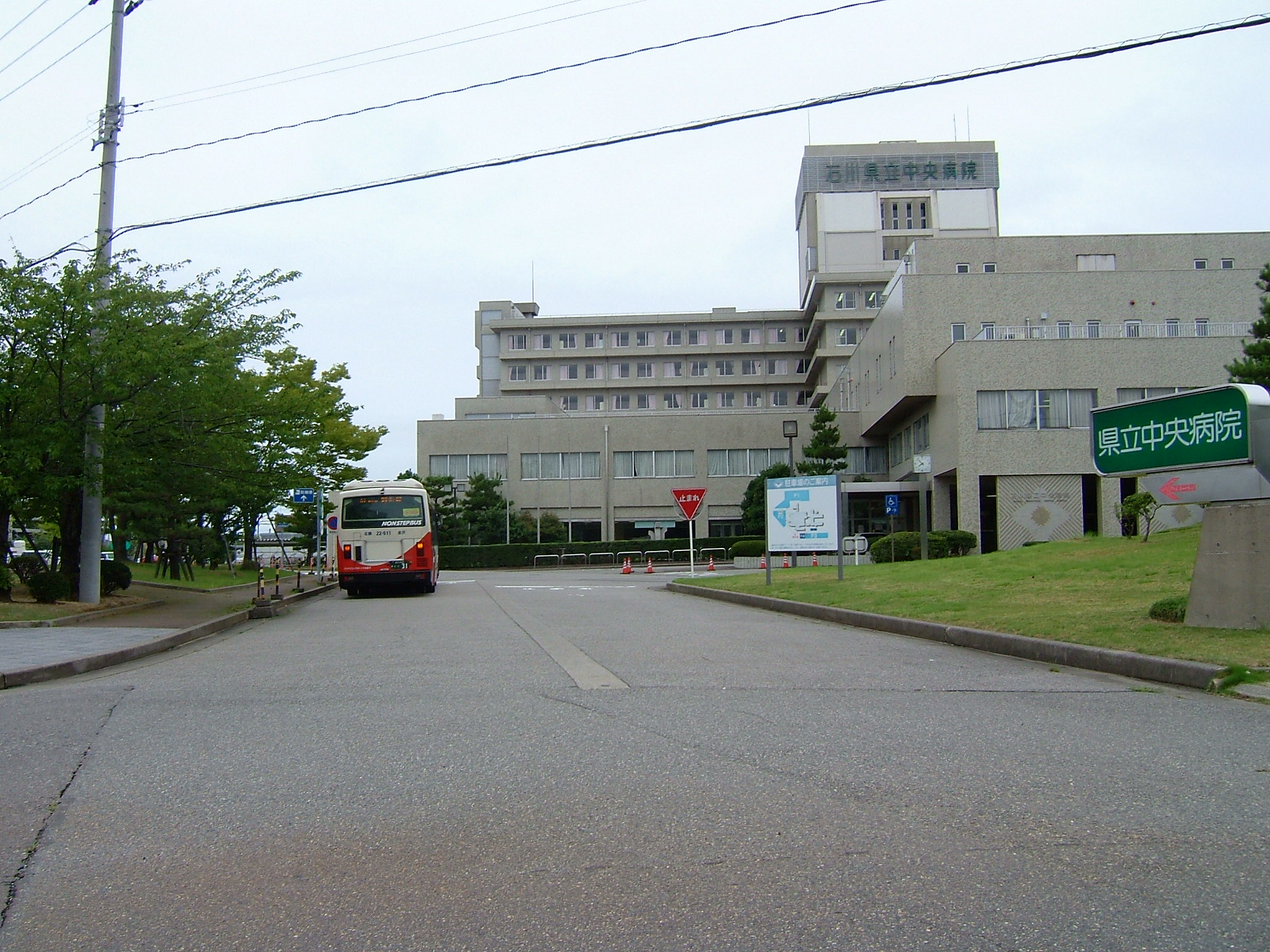
旧病院

石川県立中央病院（いしかわけんりつちゅうおうびょういん）は、石川県金沢市鞍月東にある医療機関。石川県が運営する病院である。
石川県災害拠点病院（基幹災害医療センター）に指定されており、救命救急センターを併設している。また、石川県の三次救急医療機関でもある。

## 沿革
個別に提示された出典を除いた出典→
- 1948年
  - 10月 - 当時の石川県知事柴野和喜夫の第5回定例議会における日本医療団石川県中央病院（1945年8月発足[2]）の県移管とその病院費計上の提案が石川県議会で可決される[3]。
  - 11月1日[4] - 石川県条例第39号に基づき[3]、日本医療団石川県中央病院より譲渡を受けて、石川県立病院発足（金沢市彦三五番丁32番地3）。当時の診療科は内科、外科、小児科、理診科の4科[2]。
- 1952年3月13日 - 金沢市西御影町県蚕業試験場跡にて地鎮祭挙行。
- 1953年
  - 3月25日 - 金沢市西御影町に病院移転。同月中に鉄筋コンクリート3階建て本院竣工。
  - 6月26日 - 内科、外科、小児科の3科で診療開始。
- 1974年5月17日 - 新病院を金沢市南新保町に起工。
- 1976年4月 - 新病院竣工、名称を石川県立中央病院に改称（同年6月10日に入院患者を移転し、6月14日に新病院での診療を開始）
- 1977年12月 - 厚生省（現・厚生労働省）および石川県により救命救急センターに指定される。
- 1980年9月8日 - 救命救急センター竣工。
- 1997年2月 - 基幹災害医療センターの指定を受ける[5]。
- 2012年4月 - 地域医療支援病院の承認を受ける[5]。
- 2017年9月 - 新病院建物竣工。同年11月23日に完成記念式典[5]。
- 2018年1月 - 新建屋への既存入院患者移行完了を受け、新建屋での外来受診を再開。同時に旧建屋の解体工事に着手。[要出典]
- 2020年3月20日 - 石川県立中央病院建設事業完工式[5]。

## 診療科
- 内科
- 小児科
- 小児外科
- 循環器科
- 消化器科
- 呼吸器科
- 呼吸器外科
- 神経内科
- 腎臓科
- 外科
- 整形外科
- 脳神経外科
- 形成外科
- 産婦人科
- 泌尿器科
- 皮膚科
- 耳鼻咽喉科
- 歯科
- 口腔外科
- 眼科
- 麻酔科
- 放射線科

## 主な設備・指定施設
- 集中治療室（ICU）
- 新生児集中治療室（NICU）
- 救命救急センター
- 総合周産期母子医療センター（いしかわ総合母子医療センター）
- 救急指定病院
- がん診療連携拠点病院（地域拠点病院）
- 災害拠点病院（基幹災害医療センター）
- へき地医療拠点病院
- エイズ治療拠点病院（中核拠点病院）
- 石川DMAT指定医療機関
- 屋上ヘリポート

## 建て替え事業
石川県立中央病院は、現在地に移転してから30年以上が経過し老朽化が進行していた。また、これまでに増築や改築を行っているものの高度医療施設が導入出来る部分も不足しているのが実情であった。
石川県知事の谷本正憲は2010年2月3日の石川県議会で、2010年度に中央病院の建替え事業に着手すると表明。これは谷本が2010年の知事選挙で公約を掲げており、同年3月14日の選挙で当選後2011年秋を目途に基本構想を固める方針となった。
建て替え表明後、2011年3月11日に発生した東北地方太平洋沖地震（東日本大震災）で津波による甚大な被害が出たことを考慮し、新病院では津波の被害を防ぐために公用車駐車場以外の診療用地階を設置せず、診療に供する部分は地上のみの12階建てとする基本構想を2011年にまとめた。なお、新建屋におけるこの地階公用車駐車場は、地下に設けた建屋全体の免震機構の余剰空間が充てがわれている。診療と並行して新建屋を建設するために、旧建屋北側に隣接する職員駐車場の敷地を新建屋敷地として建て替えられ、2017年末に完工した。同年末から2018年に掛けての年末年始休暇を充てがい、既存入院患者の新病棟移行や大型医療機器などの移設などを行い、2018年1月9日より新建屋での外来受診を再開した。旧建屋については、その全敷地を駐車場として再整備すべく、2018年8月以降、解体工事が進められ、2020年3月20日を以て、石川県立中央病院建設事業の完工式が挙行された。

## 交通アクセス
- 金沢駅バスターミナル（金沢駅西口）より北鉄金沢バスシティライナー「中央病院」下車。
- 北陸自動車道金沢西インターチェンジあるいは金沢東インターチェンジより車で約10分、金沢駅より車で約5分。